# Погорелка (Хвойнинский район)
Погорелка — деревня в Хвойнинском муниципальном районе Новгородской области, относится к Минецкому сельскому поселению.
В деревне на 1 января 2009 года было одно хозяйство и постоянно проживал 1 человек. Площадь земель деревни — 15,4 га.
Погорелка находятся на высоте 166 м над уровнем моря, на автодороге Минцы — Погорелка — Комарово — Раменье — Юбилейный — Кабожа, в 3 км к юго востоку от административного центра сельского поселения — села Минцы.

## Население
| 2009 | 2010 |
| ---- | ---- |
| 1    | ↘0   |

## История
В Боровичском уезде Новгородской губернии Погорелка относилась к Минецкой волости (Минецко-Старско-Горской волости). На 1896—1897 гг. в Погорелке было 29 дворов, проживали 79 мужчин и 93 женщины, а также было 12 детей школьного возраста — 6 мальчиков и 6 девочек.
К 1924 году Погорелка центр Погорельского сельсовета в Минецкой волости. 1 августа 1927 года постановлением ВЦИК Боровичский уезд вошёл в состав новообразованного Боровичского округа Ленинградской области, Погорельский сельсовет вошёл в состав новообразованного Минецкого района этого округа. Население деревни Погорелка по переписи 1926 года — 204 человека. В ноябре 1928 Погорельский сельсовет был упразднён, а Погорелка вошла в состав Минецкого сельсовета. Постановлением ЦИК и СНК СССР от 23 июля 1930 года Боровичский округ был упразднён, район стал подчинён Леноблисполкому. 20 сентября 1931 года Минецкий район был переименован в Хвойнинский, а центр района из села Минцы перенесён на станцию Хвойная. Население деревни Погорелка в 1940 году — 212 человек. Указом Президиума Верховного Совета СССР от 5 июля 1944 года Хвойнинский район вошёл во вновь образованную Новгородскую область.
Во время неудавшейся всесоюзной реформы по делению на сельские и промышленные районы и парторганизации, в соответствии с решениями ноябрьского (1962 года) пленума ЦК КПСС «о перестройке партийного руководства народным хозяйством», с 10 декабря 1962 года Решением Новгородского облисполкома № 764, Хвойнинский район был упразднён, Погорелка и Минецкий сельсовет вошли в крупный Пестовский сельский район, а 1 февраля 1963 года Президиум Верховного Совета РСФСР своим Указом утвердил Решение Новгородского облисполкома. Пленум ЦК КПСС, состоявшийся 16 ноября 1964 года, восстановил прежний принцип партийного руководства народным хозяйством, после чего Указом Верховного Совета РСФСР от 12 января 1965  года и сельсовет и деревня во вновь восстановленном Хвойнинском районе.
С принятием закона от 6 июля 1991 года «О местном самоуправлении в РСФСР» была образована Администрация Минецкого сельсовета (Минецкая сельская администрация), затем Указом Президента РФ № 1617 от 9 октября 1993 года «О реформе представительных органов власти и органов местного самоуправления в Российской Федерации» деятельность Минецкого сельского Совета была досрочно прекращена, а его полномочия переданы Администрации Минецкого сельсовета. По результатам муниципальной реформы, с 2005 года деревня Погорелка входит в состав муниципального образования — Минецкое сельское поселение Хвойнинского муниципального района (местное самоуправление), по административно-территориальному устройству подчинена администрации Минецкого сельского поселения Хвойнинского района.